# Гонолулу (аэропорт)
Междунаро́дный аэропо́рт и́мени Дэ́ниела К. Ино́уэ (ИАТА: HNL, ИКАО: PHNL), также Междунаро́дный аэропо́рт Гонолу́лу — коммерческий и военный аэропорт, расположенный в пяти километрах к северо-западу от бизнес-центра города Гонолулу (штат Гавайи), США.
Гонолулу является главным аэропортом штата Гавайи и одним из самых загруженных аэропортов Соединённых Штатов Америки. Пассажирооборот Гонолулу в 2007 году составил более 21 миллиона человек и продолжает расти дальше.
Аэропорт является главным хабом крупнейшей авиакомпании Гавайских островов — Hawaiian Airlines, выполняющей регулярные рейсы между населённым пунктами штата, а также в Австралию, Самоа, Таити, Филиппины и города континентальной части США. Почти все крупные авиакомпании Соединённых Штатов и международные коммерческие авиаперевозчики связывают Международный аэропорт Гонолулу беспосадочными маршрутами с городами Северной Америки, Азии и странами тихоокеанского региона.
Гонолулу также является базовым аэропортом авиакомпании Aloha Air Cargo, которая до 31 марта 2008 года под именем Aloha Airlines работала на пассажирских и грузовых линиях, а затем переквалифицировалась только в грузовые перевозки в связи со сменой своего владельца.
В 2007 году Международный аэропорт Гонолулу обработал 310 607 операций взлётов/посадок воздушных судов, объём пассажирских перевозок составил 21 505 855 человек, объём перевезённого через аэропорт груза — 389 054 тонны.

## История
Международный аэропорт Гонолулу был открыт в марте 1927 года и назывался Аэропорт имени Джона Роджерса в честь военно-морского офицера времён Первой мировой войны. Финансирование строительства осуществлялось законодательными органами штата и Торгово-промышленной палатой, аэропорт стал первым полным аэропортом на Гавайских островах. С 1939 по 1943 годы в прилегающем к аэропорту заливе были произведены дноуглубительные работы для создания возможности принимать гидросамолёты, а образовавшаяся в ходе этих работ почва была использована для дополнительного расширения самолётных стоянок аэропорта.
После нападения на Пёрл-Харбор все гражданские аэродромы и аэропорты Гавайских островов были взяты под контроль военными подразделениями США, и Аэропорт имени Джона Роджерса здесь не являлся исключением, разместив у себя военно-воздушную базу Гонолулу. ВМС построили диспетчерскую вышку и здание терминала и разрешили выполнение части коммерческих рейсов в дневное время. Аэропорт возобновил свою нормальную работу в 1946 году, в то время он являлся одним из крупнейших аэропортов США по занимаемой площади с построенными новыми четырьмя взлётно-посадочными полосами и двумя водными ВПП для приёма гидросамолётов.

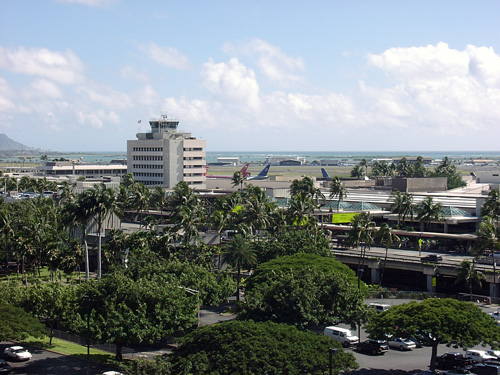
Терминал Международного аэропорта Гонолулу

В 1947 году Аэропорт имени Джона Роджерса был переименован в Аэропорт Гонолулу, слово «Международный» добавилось к названию в 1951 году. Из-за своей близости расположения к центральной части Тихого океана аэропорт использовался в качестве транзитного узла для транстихоокеанских перелётов в Северную Америку и из неё. К 1950 году Аэропорт Гонолулу вышел на третье место в списке самых загруженных аэропортов США по количеству взлётов и посадок самолётов, а его взлётно-посадочная полоса длиной в 4000 метров была признана в 1953 году самой длинной в мире. В 1959 году авиакомпания Qantas открыла первый регулярный рейс на реактивных самолётах, используя Международный аэропорт Гонолулу в качестве промежуточной остановки маршрута между Австралией и Калифорнией.
Первоначальное здание пассажирского терминала было заменено на более современное 22 августа 1962 года и введено в коммерческую эксплуатацию 14 октября того же года. Здание расширялось и реконструировалось несколько раз в 1970, 1972 и 1980 годах.
С появлением дальнемагистральных лайнеров большинство транстихоокеанских рейсов стали выполняться без посадок в Гонолулу, тем самым заметно снизив объём пассажирского потока через аэропорт в значительной степени на направлениях в Австралию, южную часть тихоокеанского региона и страны Юго-Восточной Азии. Вместе с тем Аэропорт Гонолулу продолжил увеличение объёмов перевозок на внутренних маршрутах, добавились новые беспосадочные рейсы в Финикс, Ньюарк (Ньюарк Либерти), Денвер и Атланту.

## Перспективы развития
24 марта 2006 году губернатор Гавайев Линда Лингл обнародовала план развития Международного аэропорта Гонолулу, рассчитанного на 12-летний период и предусматривающего осуществление ряда краткосрочных пятилетних проектов, направленных на улучшение качества обслуживания пассажиров, повышение безопасности и эффективности эксплуатации аэропортового комплекса, реконструкция пассажирского терминала и некоторые рулёжных дорожек. Первоначальная стоимость всего проекта составляет 2,3 миллиарда долларов США.

## Управление

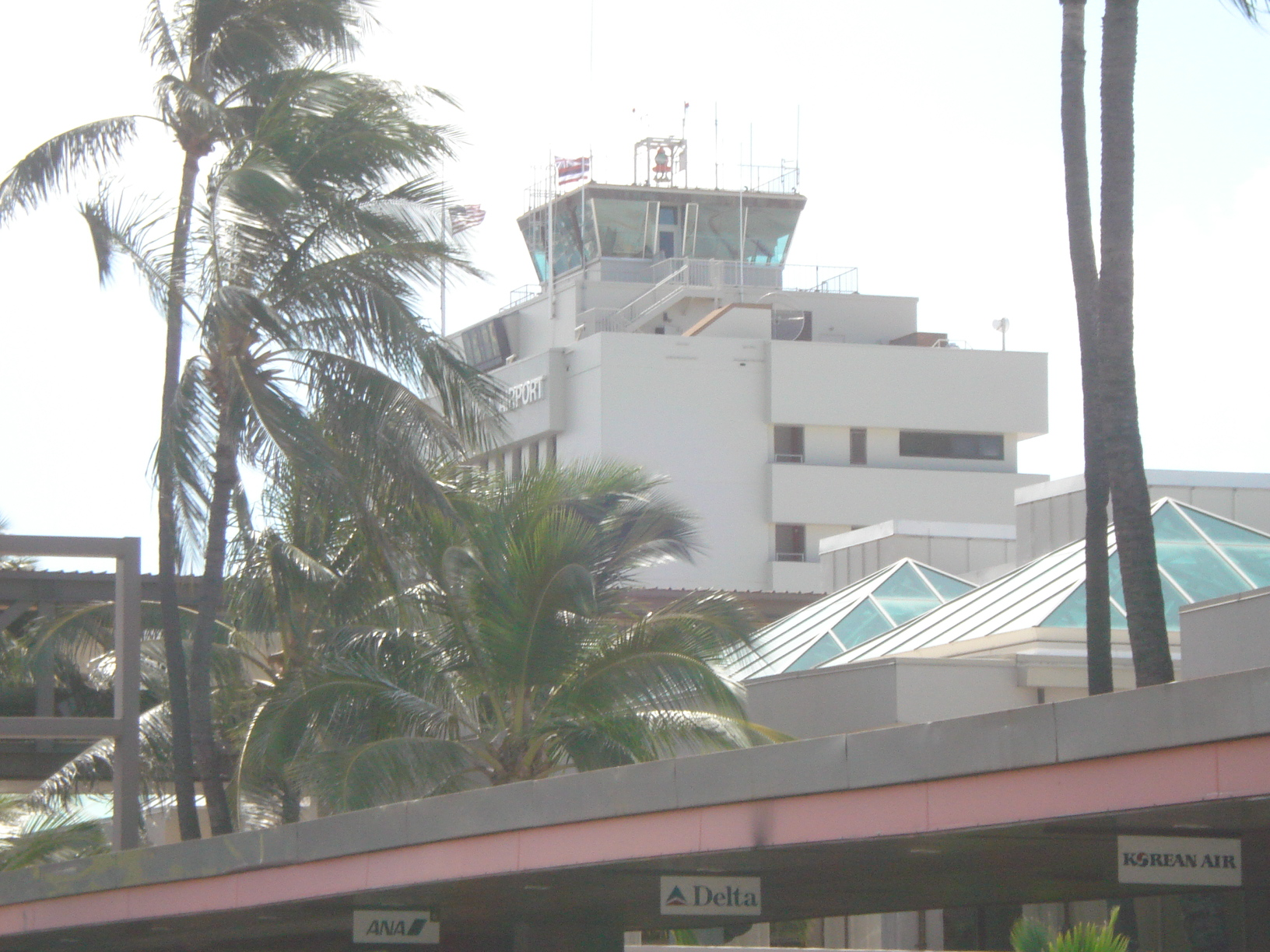
Прежняя контрольная вышка Международного аэропорта Гонолулу

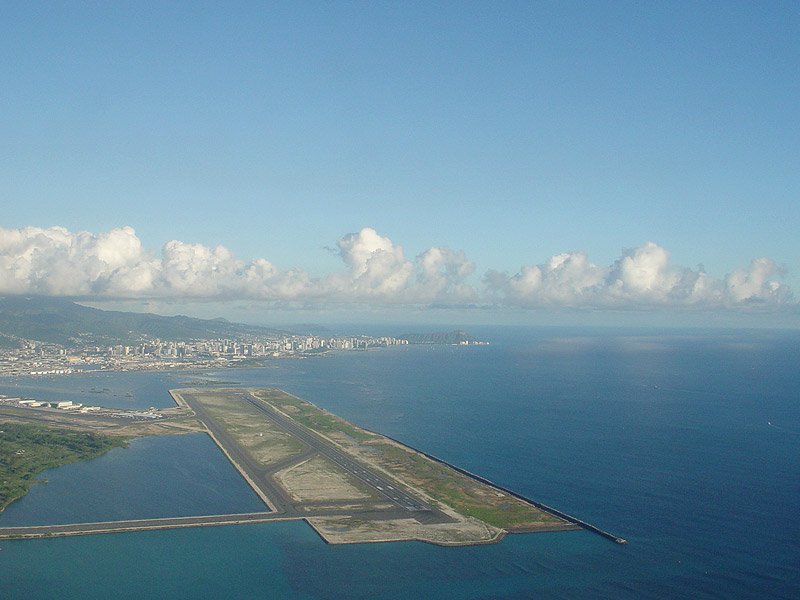
ВПП Reef Runway. На заднем плане — город Гонолулу

Международный аэропорт Гонолулу является частью централизованной государственной структуры, управляющей всеми аэропортами морскими портами Гавайских островов и регулирующей их деятельность. Официально главным управленцем аэропорта является губернатор Гавайев, который назначает директора Департамента транспорта штата и который, в свою очередь, возглавляет администрацию управления гавайскими аэропортами.
Администрация контролирует шесть руководящих органов: Операционное Управление аэропортами, Управление планирования, инженерный департамент, Управление информационных технологий, Управление персоналом и Управление информационных программ. В совокупности эти шесть органов контролируют аэропортовые комплексы в четырёх округах Гавайев: Гавайи (остров), Кауаи, Мауи и округ Гонолулу.

## Инфраструктура
Аэропорт имеет четыре основные взлётно-посадочные полосы. Основная ВПП 8R/26L, известная также как Reef Runway, является первой в мире взлётно-посадочной полосой, полностью построенной в море. Сданная в эксплуатацию в 1977 году, полоса стала операционной площадкой для космических челноков Национального управления по аэронавтике и исследованию космического пространства и Военно-воздушной базы Хикам.
В дополнение к четырём ВПП Международный аэропорт Гонолулу эксплуатирует две взлётно-посадочные полосы 8W/26W и 4W/22W для приёма гидросамолётов.
Весь терминальный комплекс аэропорта включает в себя работающие круглосуточно службу медицинского обеспечения, рестораны, торговые центры и бизнес-центр с частными конференц-залами. Пассажиры имеют возможность воспользоваться услугами круглосуточной парковки автомобилей.
В 2006 году в Международном аэропорту Гонолулу было совершено 323 726 операций взлётов и посадок самолётов со средним показателем 886 операций в день. Из них 55 % пришлось на регулярные коммерческие рейсы, 26 % — на авиацию общего назначения, 15 % — на аэротакси и 5 % заняли военно-морские силы. В аэропорту в общей сложности базируются 206 воздушных судов, из них 48 % — однодвигательные, 27 % — многодвигательные, 16 % — военные самолёты, 6 % — вертолёты.

## Авиакомпании, терминалы и направления

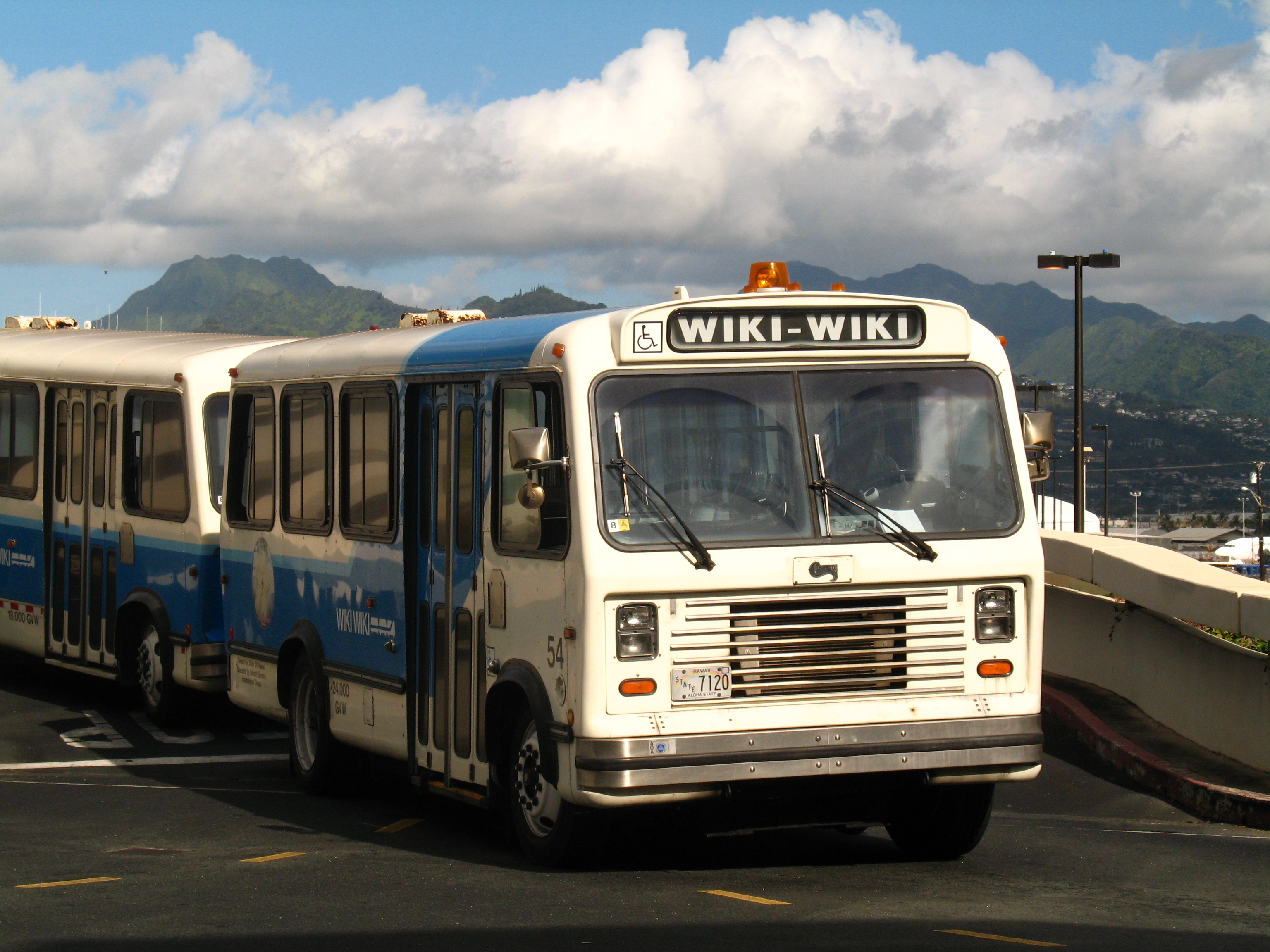
Автобус «Вики-Вики»

Международный аэропорт Гонолулу эксплуатирует три здания терминалов. Перевозка пассажиров между терминалами осуществляется компанией Chance RT-52, автобусы которой называются «Wiki Wiki» («Вики-Вики») по точному переводу с гавайского слова «быстрый».
Аэропорт является базовым для авиакомпании Hawaiian Airlines, доля которой в общем объёме пассажирских перевозок аэропорта составляет 45 %. Второе и третье место по пассажирообороту аэропорта занимают авиакомпании United Airlines и Japan Airlines с долями 7,7 % и 7,4 % соответственно. В рейсах на континентальную часть Соединённых Штатов преобладающие позиции занимают маршруты в Лос-Анджелес и Сан-Франциско, на которые (вместе с рейсами в Ванкувер и Сиэтл) приходится больше половины всех полётов между Гонолулу и материковой частью США.
На международных направлениях доминирующее место принадлежит маршрутам в Японию. Две трети всего объёма международных перевозок приходится на рейсы авиакомпаний Air Japan, China Airlines, Japan Airlines и United Airlines в аэропорты Нагои, Осаки (Кансай) и Токио (Нарита). Только в международный аэропорт Нарита совершается более 60 рейсов в неделю, и частота рейсов в настоящее время продолжает увеличиваться.
Другие крупные направления международных перевозок составляют рейсы в аэропорты Сиднея (12 рейсов в неделю авиакомпаниями Hawaiian Airlines, Jetstar и Qantas) и Ванкувер (16 рейсов в неделю авиакомпаниями Air Canada и Westjet). Компания Westjet — единственный в настоящее время низкобюджетный перевозчик, работающий в Международном аэропорту Гонолулу.

### Терминал небольших рейсов (гейты 71—80)
Терминал обслуживает небольшие авиакомпании, выполняющие рейсы между малыми и крупными коммерческими аэропортами Гавайских островов. Региональная авиакомпания go! использует выходы на посадку (гейты) с номерами 71—74, Island Air — гейты с номерами 75—77, Mokulele Airlines и go! Mokulele — гейт 79 и Pacific Wings — гейт с номером 80. Выход на посадку с номером 78 в настоящее время не используется.

### Терминал внутриостровных линий (гейты 49—64)

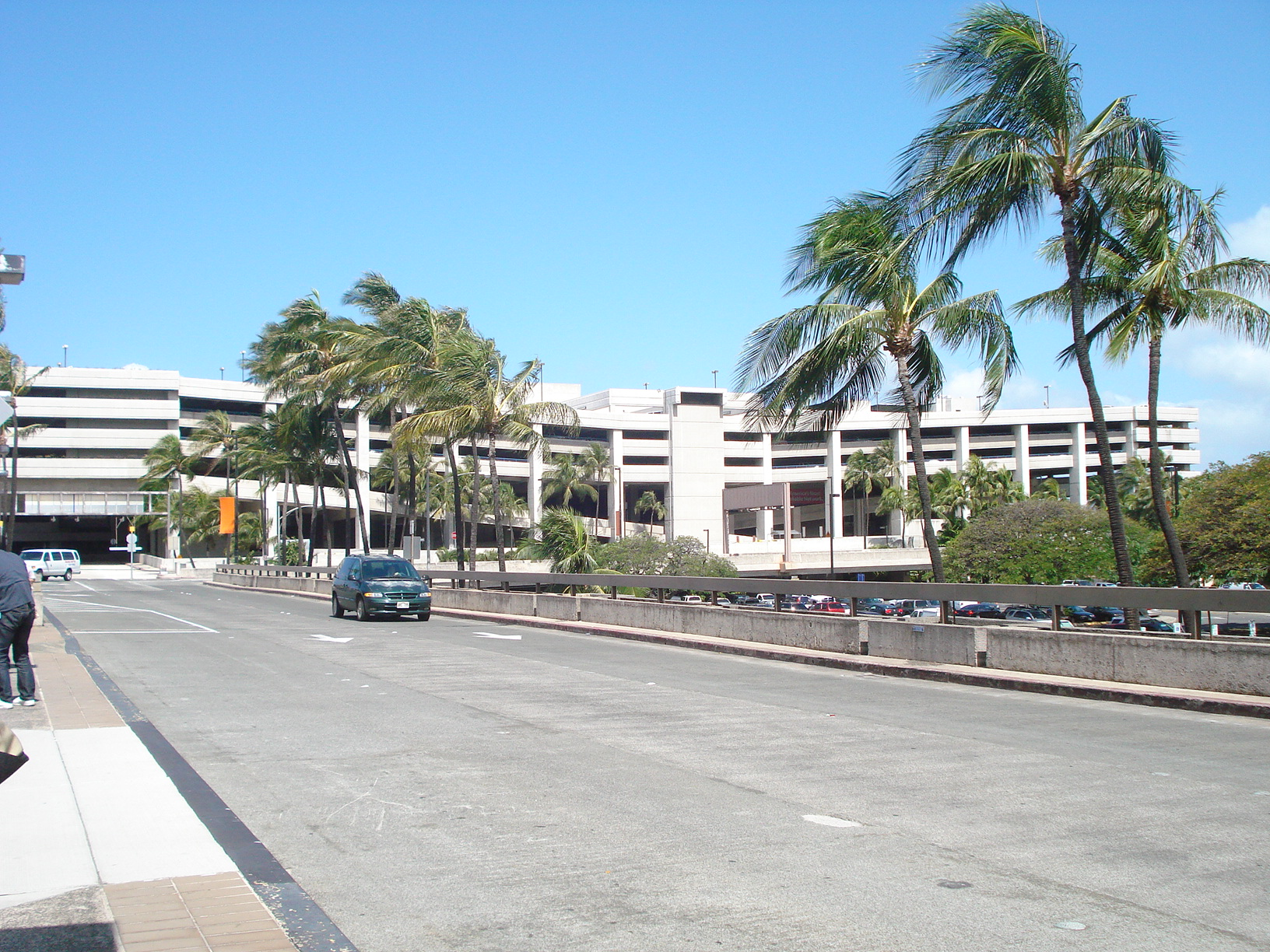
Терминал внутриостровных рейсов Международного аэропорта Гонолулу

Терминал обслуживает главным образом рейсы между островами Гавайев и некоторые маршруты на материковую часть Соединённых Штатов. Авиакомпания Hawaiian Airlines использует гейты с номерами 52—61. С 19 ноября 2008 года открыла регулярные внутренние рейсы на самолётах Embraer 170 рейсы авиакомпания Mokulele Airlines, использующая гейты с номерами 49—52.

### Главный терминал (гейты 6—34)

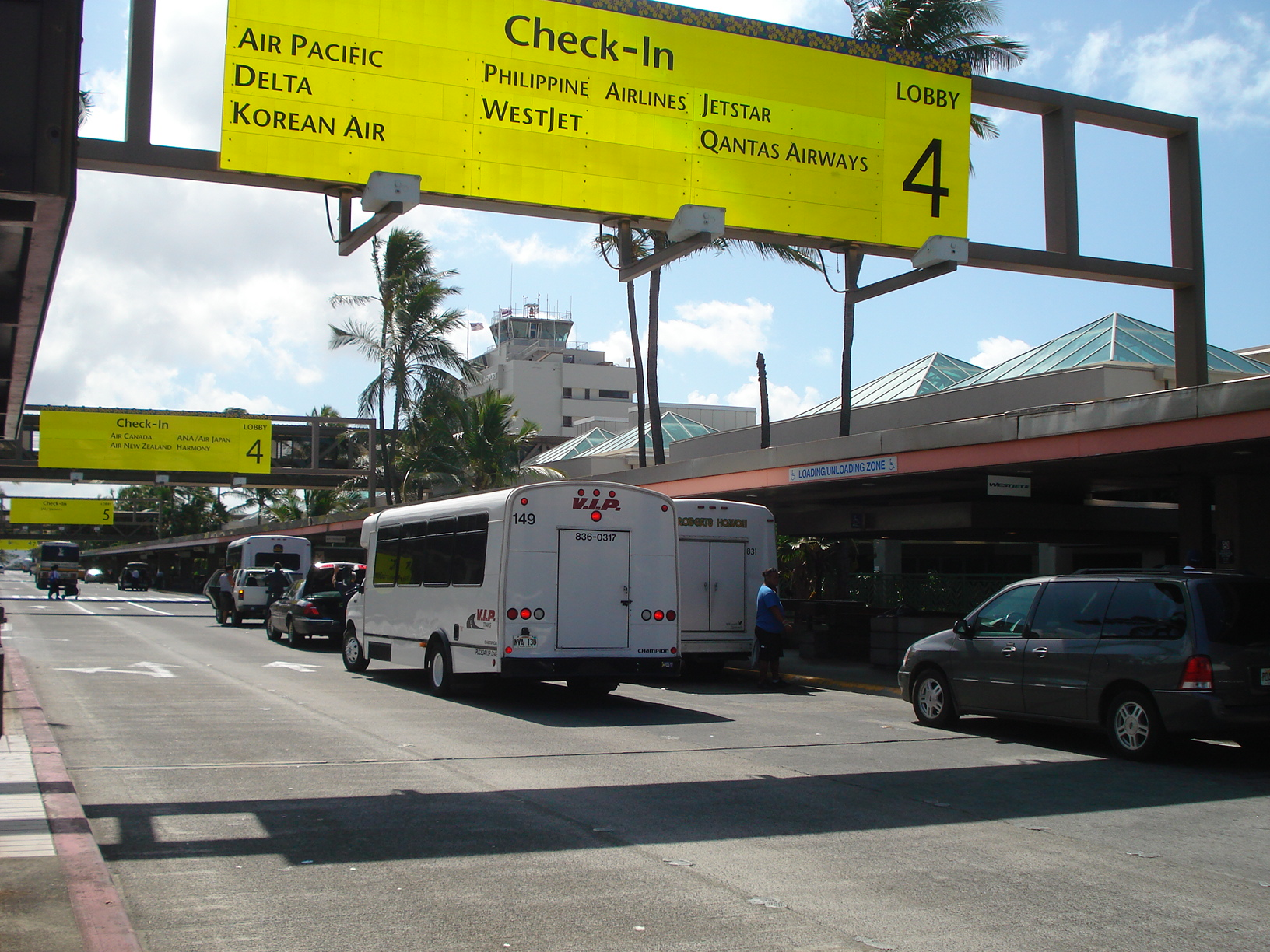
Зона отправления Главного Терминала Международного аэропорта Гонолулу

Терминал обслуживает внутренние и международные направления; все выходы на посадку являются общими для всех авиакомпаний. Тем не менее, для обслуживания той или иной авиакомпании гейты распределяются, как правило, следующим образом:
- Alaska Airlines (гейты 20—24)
- American Airlines (гейты 16—20)

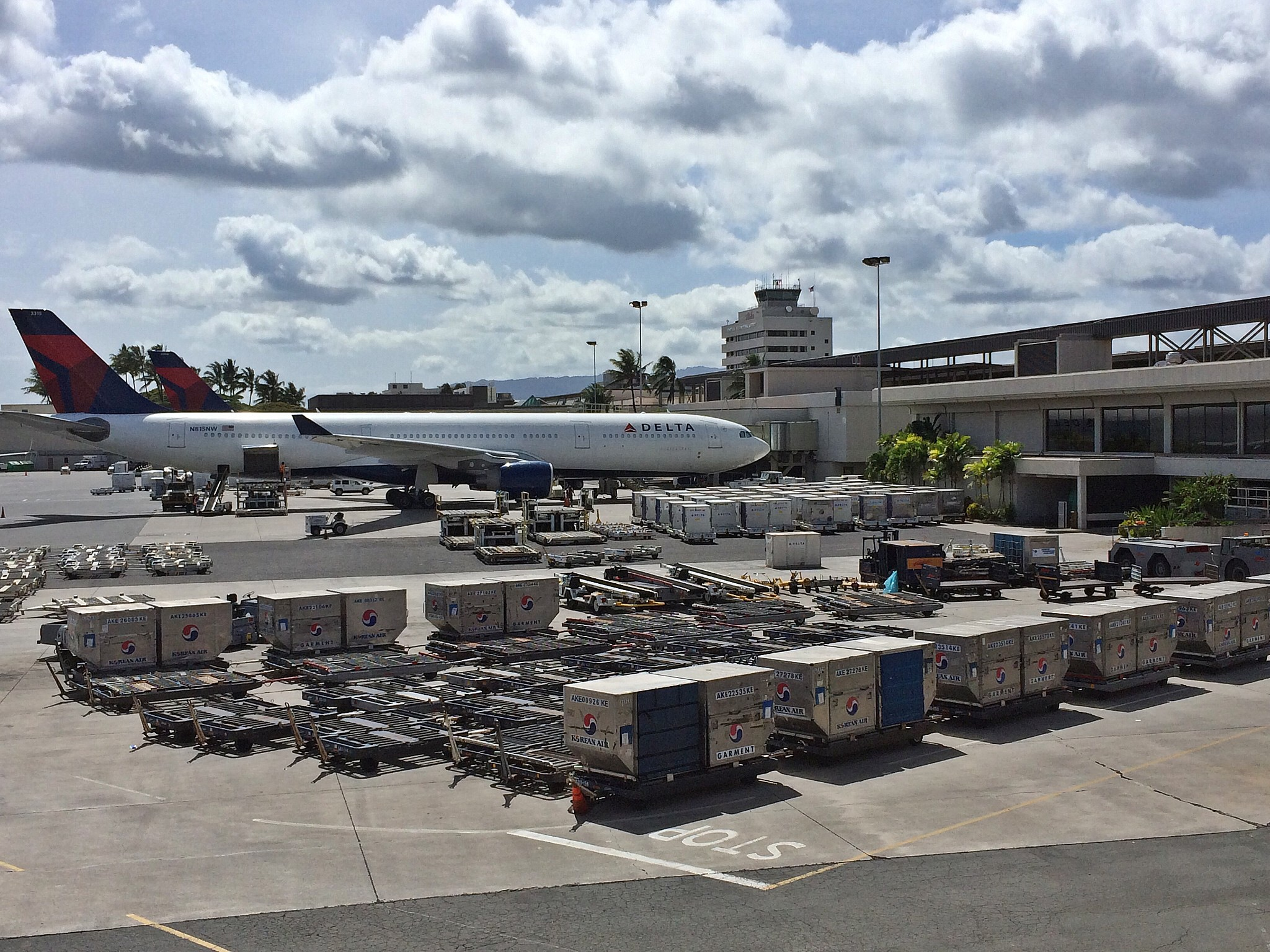
Самолёт Авиакомпании «Delta Air Lines» у главного терминала

- Continental Airlines (внутренние и международные) (гейты 12—16, 23—25)
- Delta Air Lines (гейты 20—23)
- Hawaiian Airlines (внутренние и международные) (гейты 20—34)
- Japan Airlines, выполняемые JALways (международные в Японию) (гейты 24—34)
- Northwest Airlines (внутренние и международные) (гейты 10—17)
- United Airlines (внутренние и международные) (гейты 6—11)

## Инциденты и несчастные случаи
В Международном аэропорту Гонолулу произошло три крупных инцидента, повлёкших за собой гибель людей, и ещё один инцидент был связан с террористической акцией, которую некоторые обозреватели считают своего рода прелюдией к событиям 11 сентября 2001 года.
- 11 августа 1982 года, рейс 830 Токио — Гонолулу авиакомпании Pan American. Взрыв бомбы на борту самолёта в фазе захода на посадку, один подросток убит взрывом, 15 человек получили ранения различной степени тяжести. Самолёт не развалился в воздухе, и экипаж сумел совершить аварийную посадку в аэропорту Гонолулу.
- 28 апреля 1988 года, рейс 243 Хило — Гонолулу, Boeing 737-297 (регистрационный № 73711) авиакомпании Aloha Airlines. В полёте у самолёта отделился верх фюзеляжа, что привело к взрывной декомпрессии и серьёзным структурным повреждениям. Одна стюардесса была выброшена потоком воздуха в образовавшееся отверстие. Экипаж сумел посадить самолёт, погиб 1 человек из 95 на борту. Причиной происшествия стали незамеченные ослабления крепления и усталостные трещины в металле[12].
- 24 февраля 1989 года, рейс 811 Сан-Франциско — Лос-Анджелес — Гонолулу — Окленд — Сидней, Boeing 747-122 (регистрационный № 4713U) авиакомпании United Air Lines. После вылета из Гонолулу самолёт потерял плохо закрытую дверь грузового отсека. Произошли взрывная декомпрессия и потеря тяги третьего и четвёртого двигателей, 9 пассажиров выбросило наружу. Экипаж сумел посадить самолёт в аэропорту Гонолулу. Причиной происшествия стал выход из строя индикатора закрытой двери багажного отделения либо поломка в электросистеме этого индикатора, что привело к установке замка двери в незакрытое положение. Погибло 9 человек из 356 находившихся на борту[13].